# Departamento de San Roque
Departamento de San Roque är en kommun i Argentina.   Den ligger i provinsen Corrientes, i den nordöstra delen av landet, 700 km norr om huvudstaden Buenos Aires. Antalet invånare är 17 951. Arean är 2,2 kvadratkilometer.
Terrängen i Departamento de San Roque är mycket platt.
Trakten runt Departamento de San Roque består i huvudsak av gräsmarker. Runt Departamento de San Roque är det mycket glesbefolkat, med 7 invånare per kvadratkilometer.